# Plainfield (thị trấn), Wisconsin
Plainfield là một thị trấn thuộc quận Waushara, tiểu bang Wisconsin, Hoa Kỳ. Năm 2010, dân số của thị trấn này là 489 người.